# Torre Franca (Acrópole de Atenas)

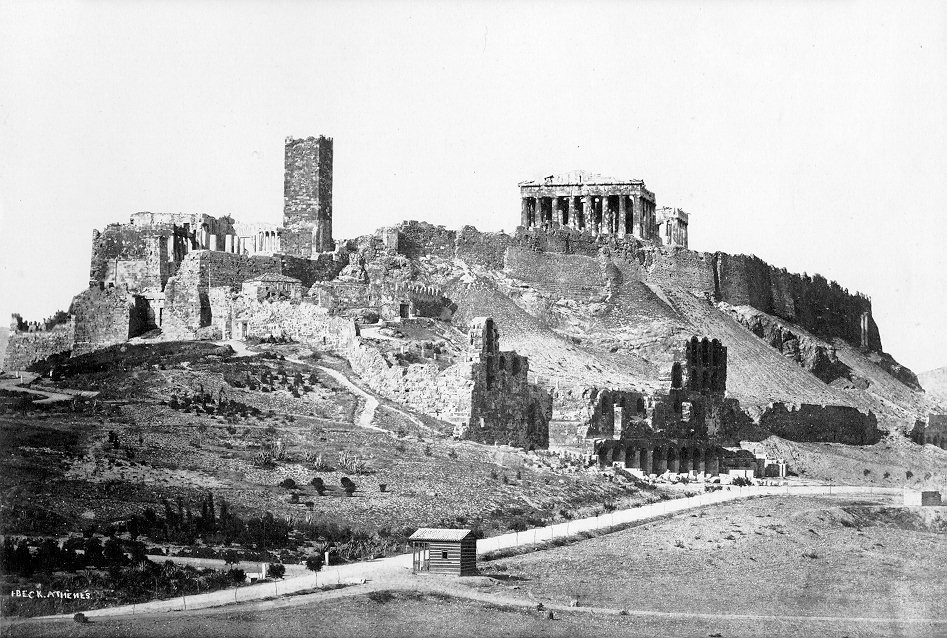
Vista da Acrópole de Atenas em 1872, com a Torre Franca conspicuamente evidente.

Torre Franca foi uma torre medieval construída sobre a Acrópole de Atenas pelos francos como parte do palácio dos duques de Atenas. Ela foi demolida pelas autoridades gregas em 1874, sob iniciativa e financiamento de Heinrich Schliemann.

## História
A construção da torre é geralmente atribuída à família Accioli, que governou o Ducado de Atenas entre 1388 e sua queda para o Império Otomano em 1458, uma vez que foram eles que converteram o complexo do propileu em um palácio. Contudo, de acordo com o medievalista Peter Lock, a torre "pode igualmente ser atribuída" à primeira dinastia de duques francos de Atenas, os de la Roche do século XIII, que também tiveram uma residência no sítio, da qual os detalhes são desconhecidos.
A torre estava situada no canto oeste da Acrópole, próximo aos propileus, mas provavelmente não se comunicou diretamente com eles, como pinturas e fotografias do século XIX mostram a entrada acima do chão, na face leste da torre ao nível do segundo andar, cerca de 6 metros acima do arquitrave dos propileus. Fontes literárias atestam o fato de que a porta era acessível por meio de uma escadaria de madeira externa. Por outro lado, um par de fotos também mostra uma entrada térrea no lado oeste, que significa que a porção inferior da torre foi provavelmente separada da superior, e usada como uma prisão ou armazém.

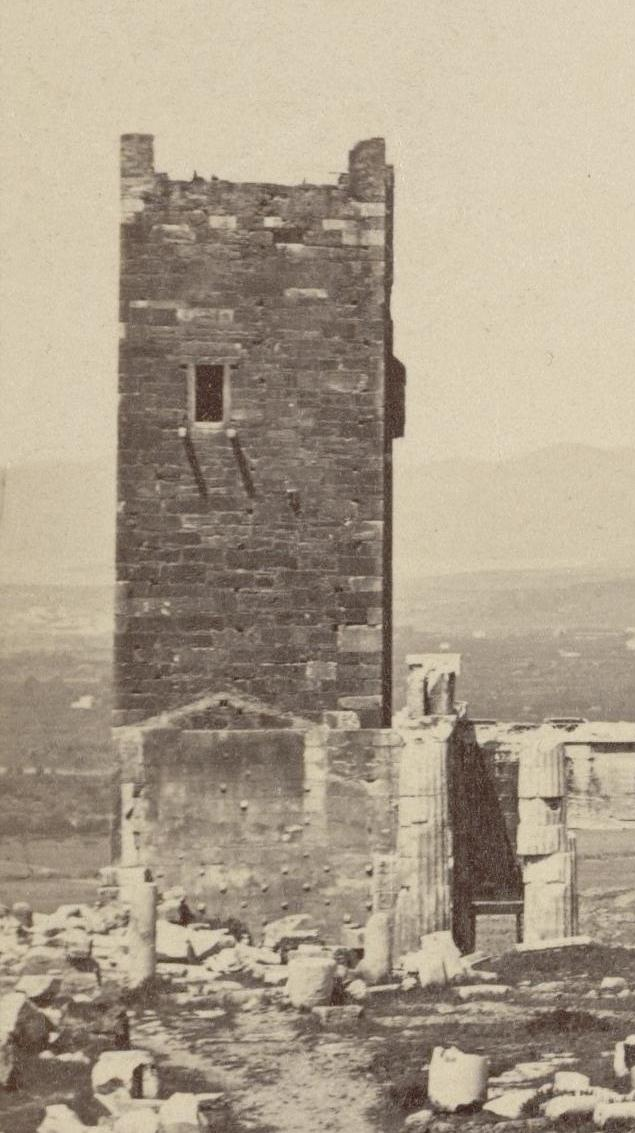
Visão aproximada da torre

A torre foi construída com as pedras das pedreiras de Penteli e Pireu, bem como com material de edifícios antigos da acrópole. De forma quadrática, tinha 8,7 metros de comprimento e 7.8 metros de largura, com suas paredes com espessura de 1,75 metros na base. Com uma altura de 26 metros, seu topo, acessível através de uma escadaria de madeira, manteve uma visão dominante do plano central da Ática e as montanhas circundantes. O lado norte da torre tinha uma pequena torreta quadrada que projetava-se do muro, sobre a qual "balizas de foro podiam ser acendidas que seriam visíveis de Acrocorinto, no Peloponeso. Antigos rascunhos e fotos também mostram que a torre foi ameiada.
A torre pode ser a inspiração do "grete tour" no Palácio do Duque de Atenas, onde Palamo é preso no O Conto do Cavaleiro de Geoffrey Chaucer. Sob o governo otomano, a torre - conhecida localmente como Gulas ou Culas (Γουλάς/Κουλάς, to turco kule, "torre") - foi usada como um armazém de sal e uma prisão. Quando a Guerra de Independência da Grécia eclodiu, 12 atenienses notáveis foram presos aqui pelas autoridades otomanas como reféns, dos quais nove foram executados durante o cerco da acrópole de 1821-1822 pelos rebeldes gregos, e três escaparam. Em 1825, o líder militar grego Odysseás Andrútsos foi preso na torre por seus rivais políticos, torturado e finalmente morto.
A torre foi desmantelada em 1874, como parte de uma ampla limpeza dos edifícios pós-clássicos da acrópole, um projeto iniciado e financiado por Heinrich Schliemann. A demolição de tal "parte integral do horizonte ateniense" (Théophile Gautier) chamou considerável criticismo naquele tempo, incluindo oposição do Rei Jorge I da Grécia, enquanto o eminente historiador da Grécia franca William Miller mais tarde chamou-o "um ato de vandalismo indigno de qualquer povo imbuído com um senso de continuidade da história".